# ローハン・チャンド
ローハン・チャンド（Rohan Chand、2004年1月25日 - ）は、アメリカ合衆国の俳優・子役である。

## 来歴
ニューヨークブルックリン区生まれ。6歳の頃に地元でバスケットボールをしていた姿が、たまたまその場にいたキャスティング・ディレクターの目に留まり、それがきっかけでオーディションを受け、アダム・サンドラー主演の『ジャックとジル』への出演のチャンスを得た。同作品ではサンドラー演じる主人公の養子の少年を演じている。
その後も子役として活動を続けており、2013年にはジェイソン・ベイトマンが監督・主演を務めたコメディ映画『バッドガイ/反抗期の中年男』での綴り大会に挑戦する天才少年役や、マーク・ウォールバーグ、テイラー・キッチュら出演の戦争映画『ローン・サバイバー』で主人公を手助けする中東の少年役など、子役ながらも重要な役どころを演じる機会が増えている。

## 出演作品

### 映画
- ジャックとジル Jack and Jill (2011)
- バッドガイ 反抗期の中年男 Bad Words (2013)
- ローン・サバイバー Lone Survivor (2013)
- マダム・マロリーと魔法のスパイス The Hundred-Foot Journey (2014)
- ジュマンジ/ウェルカム・トゥ・ジャングル Jumanji: Welcome to the Jungle (2017)
- モーグリ: ジャングルの伝説Mowgli: Legend of the Jungle (2018)[2]

### テレビドラマ
- HOMELAND Homeland (2011)